# Zymohir"ja
Zymohir"ja (in ucraino Зимогір'я?; in russo Зимогорье?, Zimogor'e) è un centro abitato dell'Ucraina, situato nell'oblast' di Luhans'k. Dall'aprile 2014 è de facto parte della Repubblica Popolare di Lugansk.